# Municipio de North Cove
El municipio de North Cove (en inglés: North Cove Township) es un municipio ubicado en el  condado de McDowell en el estado estadounidense de Carolina del Norte. En el año 2010 tenía una población de 2.263 habitantes.

## Geografía
El municipio de North Cove se encuentra ubicado en las coordenadas 35°49′9.44″N 82°2′34.41″O / 35.8192889, -82.0428917.